# Heinrich Jürgensen (architecte)

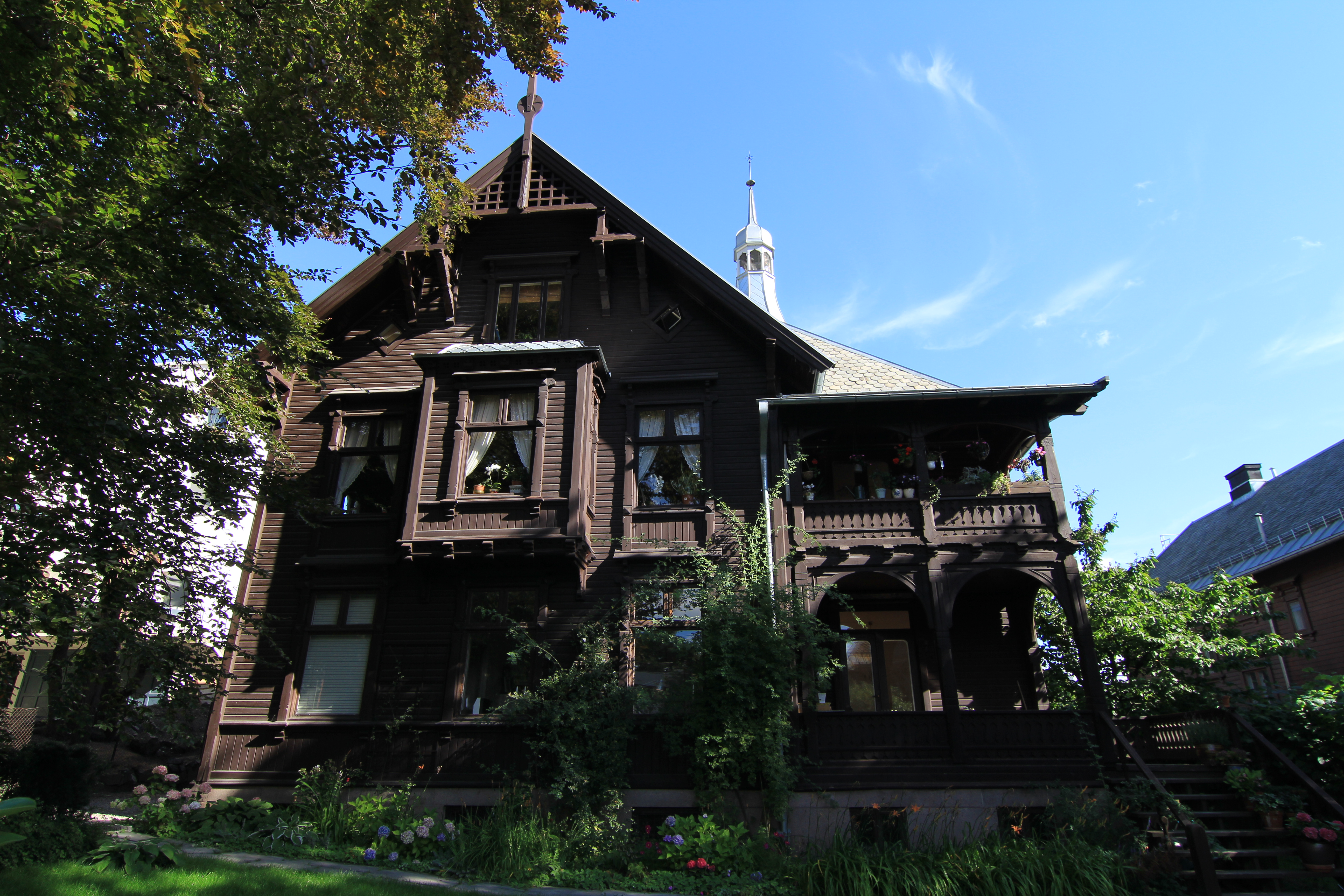
Kruses gate 5B, Oslo (photo : Vidar Iversen)

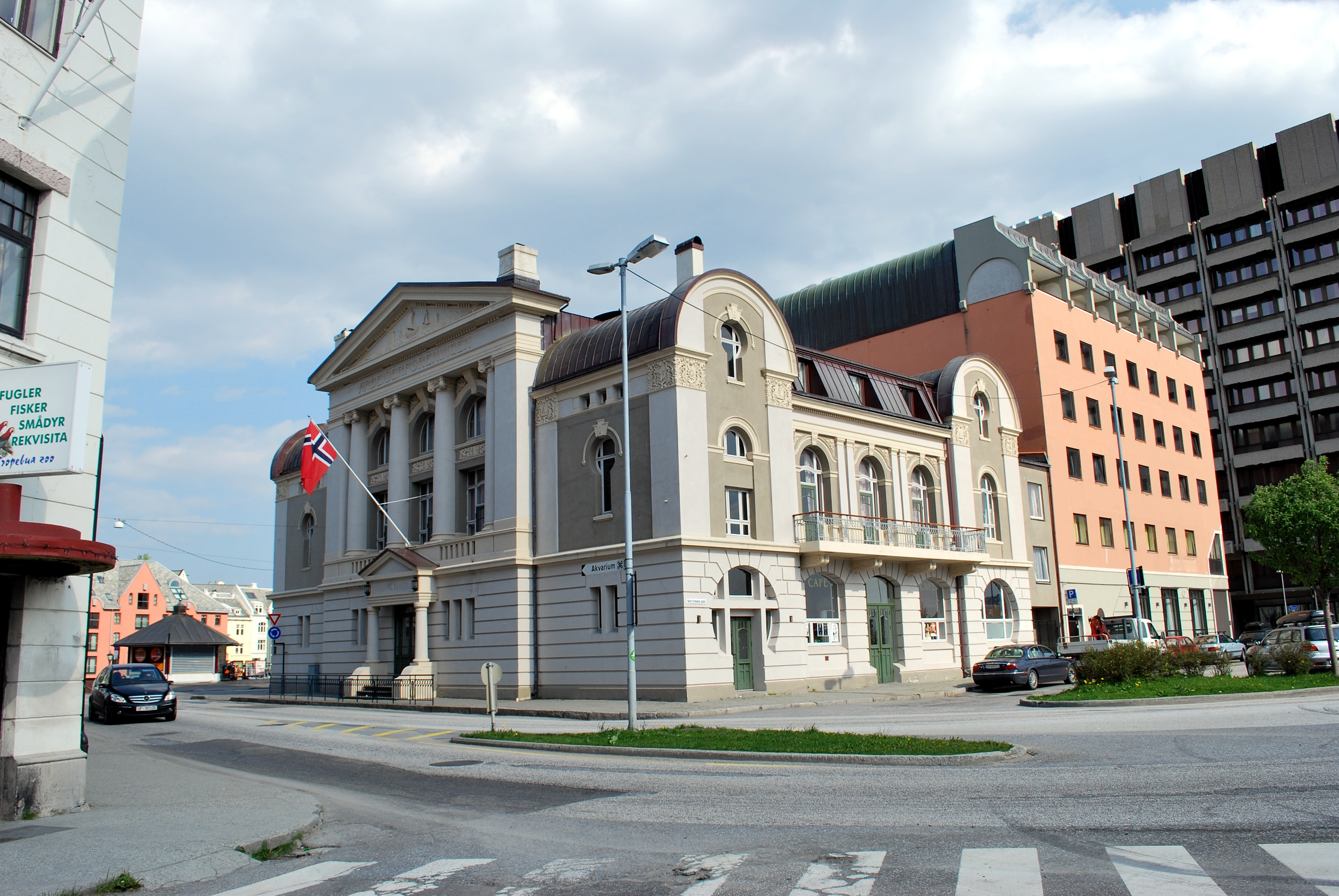
Arbeideren, Lorkenesgata 2, Ålesund (photo : GangerRolf)

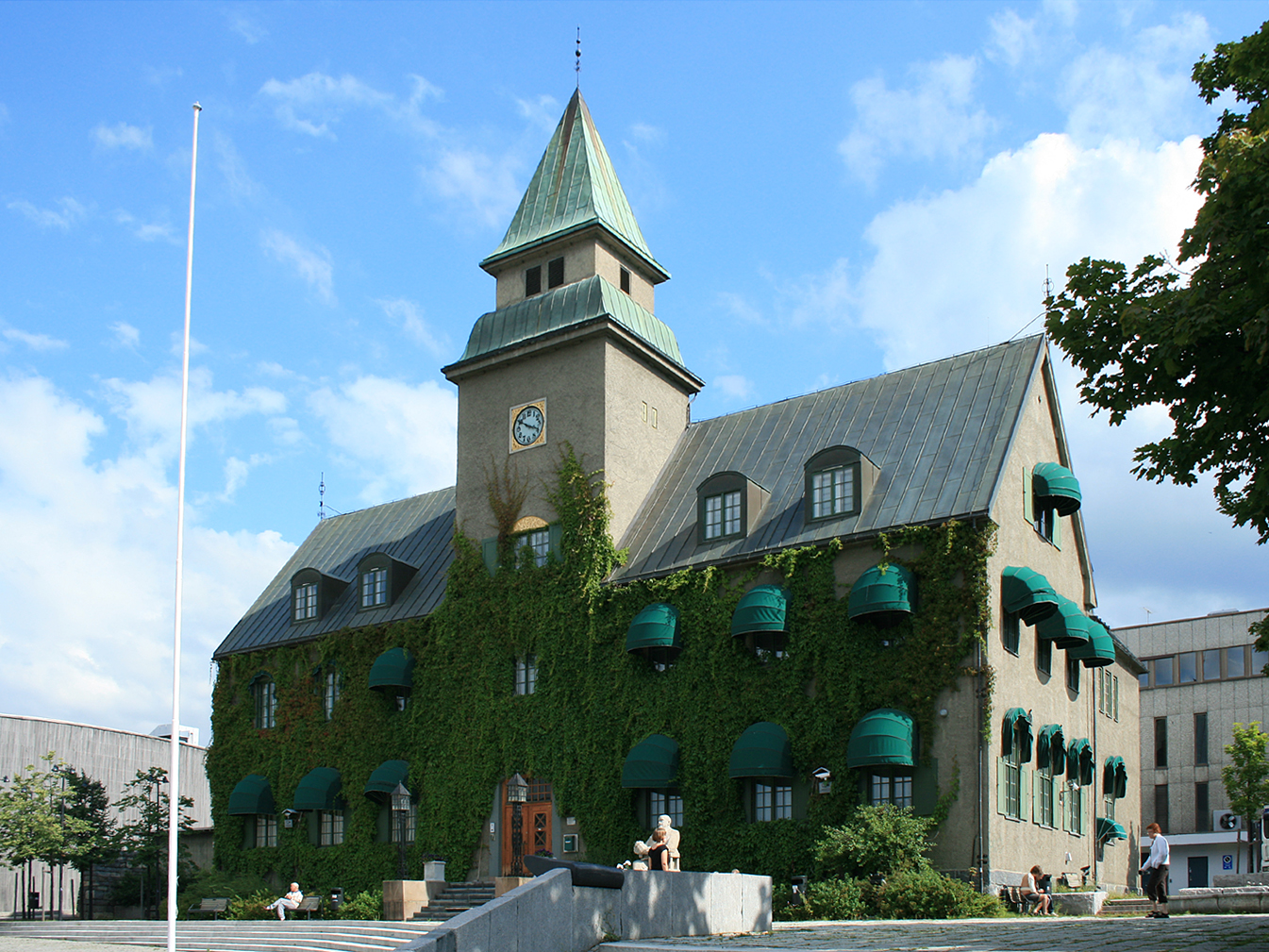
Norges Bank, Lillehammer (photo : Mahlum)

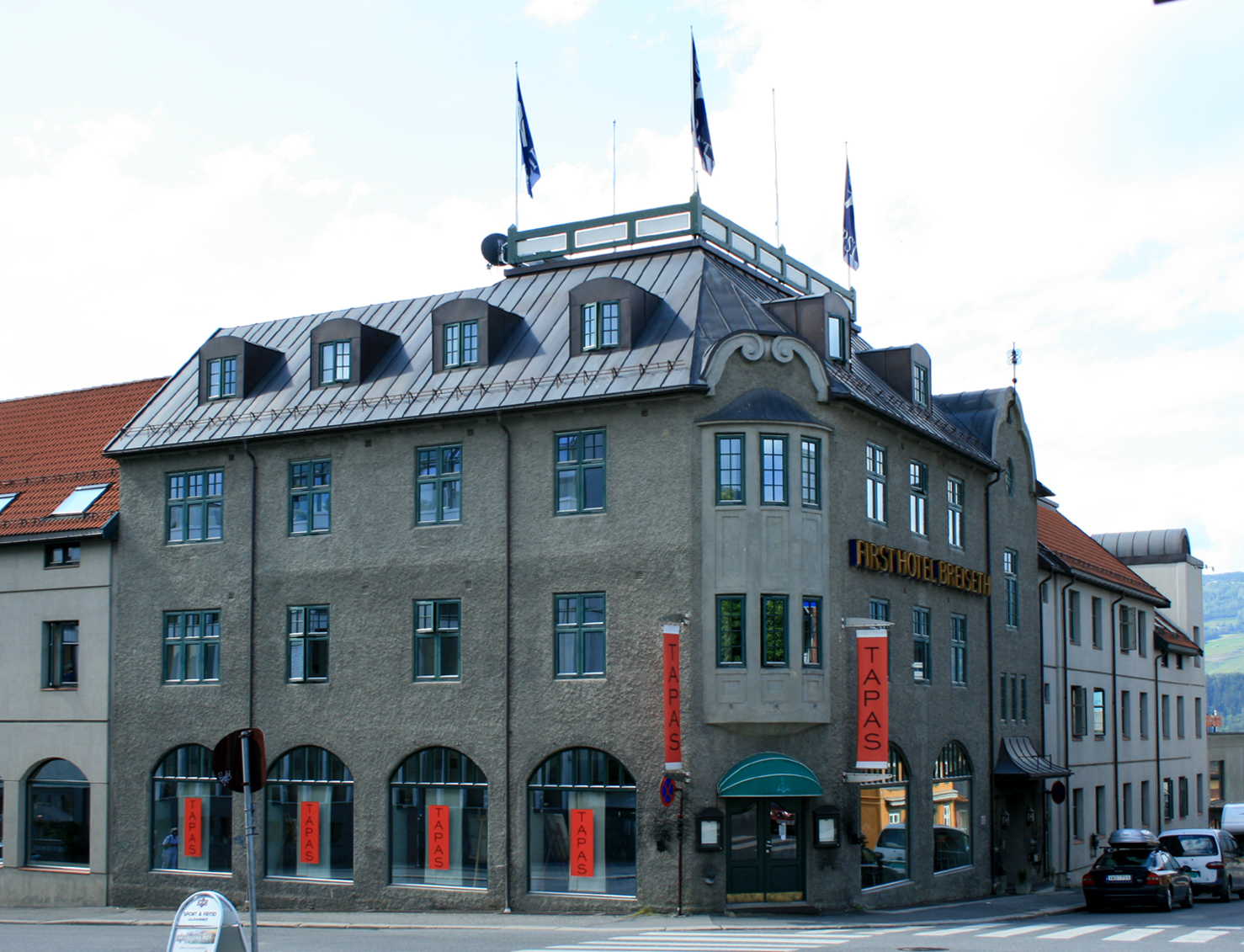
Breiseth hotell, Lillehammer (photo : Mahlum)

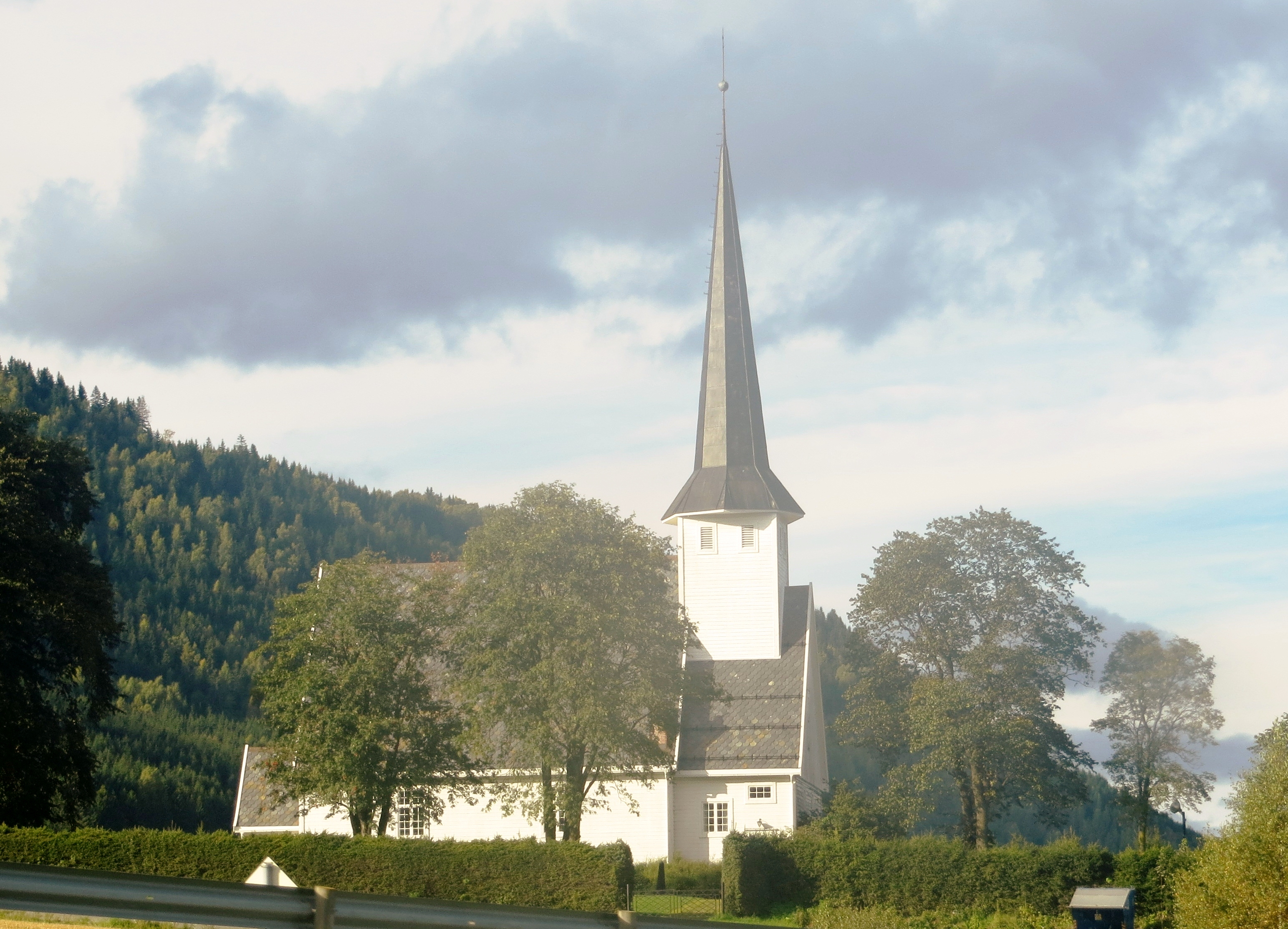
Vingrom kirke, Lillehammer (photo : Erlend Bjørtvedt)

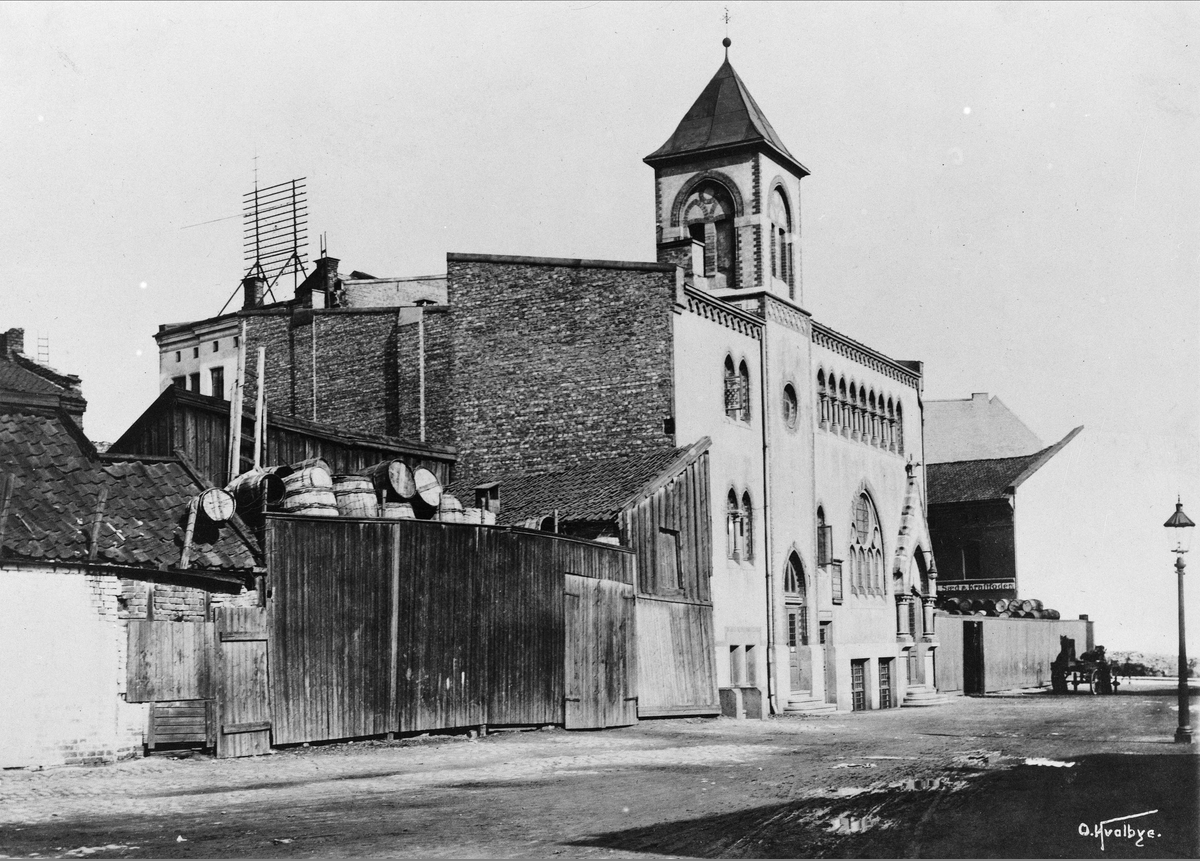
Vaterland småkirke, Oslo (démolie en 1959)

Heinrich Jürgensen, né le 16 mars 1871 à Schleswig (Empire allemand) et mort le 1er septembre 1953 à Lillehammer (Norvège), était un architecte allemand ayant principalement travaillé en Norvège.

## Biographie
Heinrich Jürgensen, fils du maître charpentier Jacob Heinrich Jürgensen (1831–1915) et de Anna Cathrine Pettersen (1836–1921), grandit à Schleswig, dans le nord de l'Allemagne. Durant sa jeunesse, il se rend à Kristiania (actuellement appelée Oslo), en Norvège, où il étudie à l'École royale de dessin (Den kongelige tegneskole) de 1888 à 1890. Entre 1890 et 1892, il travaille en tant qu'assistant de l'architecte norvégien Henrik Nissen (en). En 1890, il dessine son premier bâtiment, la Villa Fagerhøi, située au 6, Alvheimveien.
Afin d'approfondir ses connaissances en architecture, Jürgensen retourne en Allemagne et poursuit ses études à l'université technique de Berlin de 1892 à 1893, où il assiste aux cours du professeur Johannes Vollmer. Jürgensen prend part à divers projets de constructions menés par Vollmer, dont celui de la église commémorative de l'Empereur-Frédéric (de) de Berlin. Après ses études, il travaille au sein du bureau d'architecture de la ville de Dortmund de 1894 à 1895.
Jürgensen repart ensuite pour la Norvège et fonde un bureau d'architectes à Kristiania. Entre 1895 et 1896, il s'occupe de sa première commande et établit les plans d'une maison d'habitation située au 42, Niels Juels gate, dans le quartier de Frogner. Jürgensen intègre quelques éléments d'Art nouveau à ce bâtiment de style néo-baroque. En 1897, Jürgensen conçoit le bâtiment de l'institution d'assurances Norges Brannkasse (no) (entre-temps démoli) avec Bredo Greve (en). La même année, il conçoit une villa de style chalet au 5b, Kruses gate ; en 1898, il établit les plans d'un bâtiment d'usine de la Tøyengaten ainsi qu'un édifice de style néorenaissance situé au 14, Skippergaten.
Au tournant du siècle, Jürgensen construit un bon nombre d'églises en Norvège, dont la Borge kirke (no) en 1899, la Vaterland småkirke (no) en 1959 et la Vålerengen kirke (no) avec Holger Sinding-Larsen (en) en 1899.
À la suite de l'incendie d'Ålesund ayant détruit la quasi-totalité de la ville en janvier 1904, Jürgensen s'installe dans l'ouest de la Norvège et participe à la reconstruction de la ville. Il y conçoit plusieurs nouveaux édifices, principalement d'Art nouveau, comme la maison de l'Association des travailleurs (Arbeiderforeningen) située au 2, Lorchenesgata. Il finialise plusieurs de ses projets avec l'aide de Kristen Rivertz (no).
Jürgensen retourne ensuite dans la capitale norvégienne, où il crée plusieurs églises, maisons d'habitation et bâtiments officiels, dont la Vingrom kirke (no) avec Fin Wollebæk (no) en 1908, la Tune kirke (no) de style néo-gothique en 1910, le Breiseth Hotel à Lillehammer en 1912, le bâtiment de la Banque centrale de Norvège de style néobaroque avec Fin Wollebæk à Lillehammer en 1913, ou encore la Lomen kirke (no) de style néoromantique. En 1914, il construit des maisons d'habitations et des immeubles commerciaux aux 8–20 Marcus Thranes gate (récompensés par un Oslo Byes Vel), ainsi que des hôpitaux à Gjøvik et à Hov (no). Entre 1909 et 1911, sur commande de la Narvesens Kioskkompani de Bertrand Narvesen (en), Jürgensen conçoit de nombreux kioskes à journaux devenus représentatifs des paysages urbains de Norvège. En 1914, il restaure l'église de Vågå, située dans le comté d'Oppland. Quatre ans plus tard, il construit la Vilaa Haakon (24, Godes vei) et la Villa Solstrand (207, Mosseveien) à Oslo. En 1929, il construit une nouvelle fois des maisons d'habitation et des bâtiments commerciaux au 13, Vidars gate puis en 1931 avec Johan von Hanno (no) aux 25–27, Gabels gate.

## Réalisations
- Niels Juels gate (no) 42, Oslo (1895–96)
- Norges Brannkasse, Oslo (1897, avec Bredo Greve (no) ; démoli)
- Villas suisses i Kruses gate 5A et 5B, Oslo (1897)
- Vålerengen kirke, Oslo (dessiné en 1898 avec Holger Sinding-Larsen ; inauguré en 1902)
- Vaterland småkirke (no), Oslo (1899, détruite en 1959)
- Keiser Wilhelms gate 32, Ålesund (1904–06, avec Kristen Rivertz)[1]
- Bâtimejt de l'Association des travailleurs (Arbeiderforeningen), Lorkenesgata 2, Ålesund (1906, avec Kristen Rivertz)[2]
- Jacobsengården, Storgata 4, Ålesund (1906–08, avec Kristen Rivertz)[3]
- Vingrom kirke (no), Lillehammer (1908, avec Fin Wollebæk)
- Tune kirke (no), Sarpsborg (1908–10, reconstruite après incendie)
- Breiseth hotell, Jernbanegata 5, Lillehammer (1912, avec Fin Wollebæk)
- Banque centrale de Norvège, Stortorget, Lillehammer (1913, avec Fin Wollebæk)
- Lomen kirke (no), Vestre Slidre (premiers plans réalisés par Holger Sinding-Larsen, 1905[4]; démolie en 1914)
- Résidence communale, Marcus Thranes gate (no) 8–20, Oslo (1915)
- Maison à louer, Vidars gate 13, Oslo (1929)
- Maison à louer, Gabels gate (no) 25-27, Oslo (1931, avec Johan von Hanno (no))